# Cornopteris seramensis
Cornopteris seramensis är en majbräkenväxtart som beskrevs av Masahiro Kato. Cornopteris seramensis ingår i släktet Cornopteris och familjen Athyriaceae. Inga underarter finns listade.